# The Monster Show
The Monster Show — pierwszy album kompilacyjny fińskiego zespołu hardrockowego Lordi. Płyta wydana została głównie w celu promocji zespołu w Wielkiej Brytanii. Zawiera ona kompozycje znane z dwóch poprzednich płyt zespołu - "Get Heavy" i "The Monsterican Dream". Na dodatkowej płycie DVD znalazły się trzy teledyski.

## Lista utworów
CD
1. "Threatical Trailer" – 1:09
2. "Bring It On (The Raging Hounds Return)" – 4:35
3. "Blood Red Sandman" – 4:03
4. "My Heaven Is Your Hell" – 3:41
5. "Would You Love A Monsterman?" – 3:04
6. "Devil Is A Loser" – 3:29
7. "Icon Of Dominance" – 4:35
8. "The Children Of The Night" – 3:45
9. "Shotgun Divorce" – 4:42
10. "Forsaken Fashion Dolls" – 3:43
11. "Wake The Snake" – 3:46
12. "Rock The Hell Outta You" – 3:07

DVD
1. "Blood Red Sandman" (teledysk)
2. "Devil Is A Loser" (teledysk)
3. "Would You Love A Monsterman?" (teledysk)

## Single
Album był promowany przez wydanie brytyjskie singla Blood Red Sandman.

## DVD
Album The Monster Show promowany był również przez zapis koncertu z 2004 roku na którym znajdowały się utwory:
1. "Get Heavy"
2. "My Heaven Is Your Hell"
3. "Wake The Snake"
4. "Forsaken Fashion Dolls"
5. "Blood red Sandman"
6. "Devil Is A Loser"
7. "Children Of The Night"
8. "Pet The Destroyer"
9. "Rock The Hell Outta You"
10. "Biomechanic Man"
11. "Would You Love A Monsterman?"

## Twórcy
- Mr. Lordi – śpiew
- Amen – gitara elektryczna
- Magnum – gitara basowa (utwory 5, 6, 7 i 12)
- Kalma – gitara basowa (utwory 2, 3, 4, 8, 9, 10 i 11)
- Kita – instrumenty perkusyjne
- Enary – instrumenty klawiszowe